# Guarda Nacional (propostas de recriação)
A recriação da Guarda Nacional do Brasil foi proposta em 2018 por Geraldo Alckmin e Michel Temer. Para Geraldo Alckmin, a nova Guarda Nacional teria o objetivo de substituir gradativamente a Força Nacional, em que seriam criadas brigadas permanentes para darem apoio aos Estados em situações de crise, que atuariam na segurança de áreas rurais e prestariam apoio a operações da Polícia Federal e da Receita Federal na repressão ao contrabando e ao tráfico de drogas e armas. Cada brigada teria até 5.000 homens e seria composta por reservistas do serviço militar obrigatório que poderiam, "em caráter voluntário e mediante o recebimento de honorários", continuar o serviço militar por mais um período. Já Michel Temer previa a criação de uma força militar permanente, focada no policiamento das fronteiras e no gerenciamento de crise nos Estados.
Recriar a Guarda Nacional também foi tema de ideia legislativa no Senado Federal em 2019, mas sem apoio suficiente.
Já no segundo semestre de 2022, na ocasião da vitória presidencial de Luiz Inácio Lula da Silva, o mesmo defendeu a recriação da Guarda Nacional com os objetivos de modernizar e despolitizar as Forças Armadas, além de organizar um agrupamento de choque dessa tropa seria dedicado a coibir os "atos antidemocráticos"

### Proposta de Emenda à Constituição
O Governo Lula estuda um serie de alterações legislativas utilizando o argumento de resposta a invasão a Praça dos Três Poderes em 8 de janeiro de 2022 e a postura conivente dos militares, entre elas uma mudança na Constituição Federal para criar um Guarda Nacional, que seria feita por meio de uma PEC. Essa nova força seria de caráter civil, e não teria componentes da Forças Armadas, ficando responsável pela segurança da Presidência da Republica, bem como a proteção dos Três Poderes e das embaixadas, e responderia diretamente ao Governo Federal e não ao Governo do Distrito Federal.